# Twinset

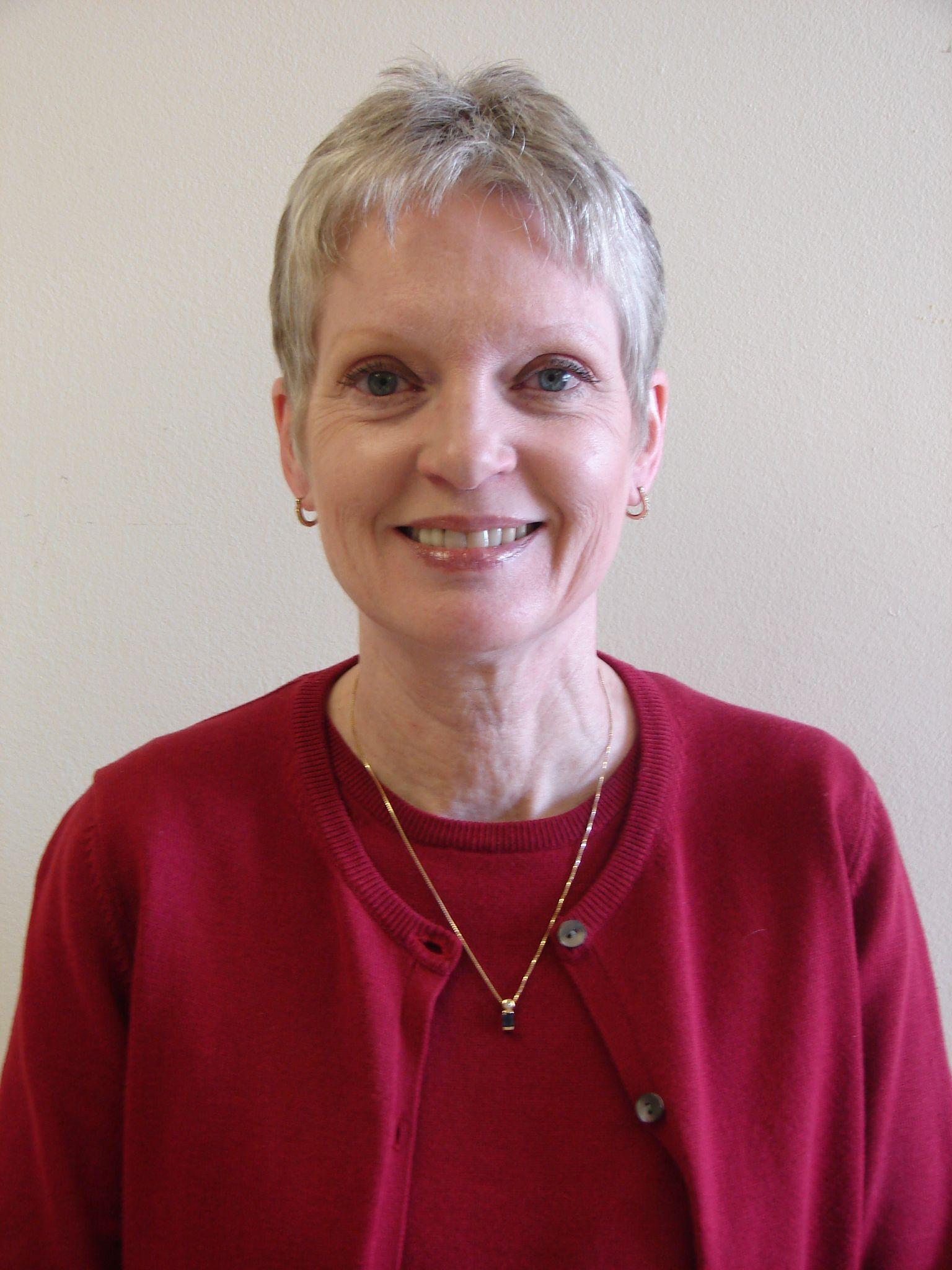
Een vrouw draagt een twinset

Een twinset (Engels, 'tweelingset') is een set kleding bestaande uit een vest met knoopsluiting met lange mouwen met daaronder een trui met korte mouwen, beiden even lang (tot op of net over de heupen), met een ronde hals en van dezelfde stof, en meestal in dezelfde kleur. Een klassieke twinset is gebreid in fijn, glad breisel van wol of kasjmier, hoewel ook goedkopere synthetische stoffen zoals acryl of polyamide gebruikt kunnen worden. De ondertrui wordt nauwsluitend gedragen. Het vest wordt meestal open gedragen om bijbehorende sieraden (zoals een halsketting) zichtbaar te maken. De mouwen zijn recht ingezet of in raglan.

## Geschiedenis
De twinset verscheen voor het eerst in de jaren 20 van de twintigste eeuw. Het ontwerp wordt toegeschreven aan zowel Coco Chanel  als Elsa Schiaparelli, maar het was Otto Weisz (die als ontwerper werkte voor het kledingmerk Pringle of Scotland) die het als eerste op de markt bracht in de jaren 30. Het eerste model heette de Pringle Twinset en was gemaakt van kasjmier. De opkomst in de jaren 50 van breimachines die in staat waren fijn breisel te produceren maakte dat het kledingstuk snel populair werd. De populariteit van het kledingstuk werd versterkt door Hollywood-sterren zoals Grace Kelly, Marilyn Monroe en Audrey Hepburn. In 1955 verscheen het kledingstuk voor het eerst op de cover van het toonaangevende modeblad Vogue.

## Gebruik
Twinsets waren in de jaren vijftig en zestig de standaard werkkleding voor vrouwen die in het secretariaat of onderwijs werkten.
De twinset wordt in de moderne filmindustrie vaak gekozen om een ietwat conservatief of onopvallend personage aan te duiden. Ondanks het conservatieve voorkomen is het een kledingstuk dat eens in de zoveel jaren weer in de mode komt, met name bij oudere vrouwen maar ook bij jonge vrouwen die een vintage-look nastreven. Het kledingstuk wordt beschouwd als 'nette kleding', mede vanwege de hoge hals en bedekte armen.